# Camille Damman
Camille Damman (1880-1969) est un architecte belge de la période Art nouveau et Art déco qui fut actif à Bruxelles.

## Style
Camille Damman fit partie de la deuxième génération d'architectes « Art nouveau géométrique », tendance initiée par Paul Hankar (par opposition à la tendance « Art nouveau floral » initiée par Victor Horta : voir Art nouveau en Belgique).
Après la première guerre mondiale, il se tourna vers l'Art déco.

## Immeubles de style «Art nouveau géométrique»
- 1900 : rue Américaine, 53
- 1904 : avenue des Rogations, 15
- 1905 : avenue Adolphe Demeur, 51
- 1906 : avenue Adolphe Demeur, 43
- 1907 : avenue Adolphe Demeur, 38
- 1907 : avenue du Parc, 38 (sgraffites)

## Immeubles de style éclectique teinté d'Art nouveau géométrique
- 1907 : rue Gustave Defnet, 4-6
- 1908 : rue Gustave Defnet, 62 (sgraffites)
- 1908 : rue Gustave Defnet, 64 (sgraffites)

## Immeubles de style éclectique
- 1901 : rue de Lausanne, 37
- 1903 : rue Théodore Verhaegen, 128
- 1904 : avenue du Parc, 43
- 1905 : avenue du Parc, 23 (sgraffites)
- 1907 : rue Crickx, 17-19-21-23 et rue Gustave Defnet, 40
- 1908 : rue Gustave Defnet, 46-48
- 1908 : rue Gustave Defnet, 50-52
- 1908 : avenue du Mont-Kemmel, 22
- 1910 : rue Garibaldi, 81
- 1912 : avenue Molière, 230-232-234-236

## Immeubles de style «Art déco»
- 1922-1923 : Palais de la Cambre, avenue Émile Duray, 62-68 et avenue de la Folle Chanson, 4
- 1925 : rue Belliard, 197 (immeuble de tendance Art déco)
- 1925 : cure paroissiale de Notre-Dame de l'Annonciation, rue Joseph Stallaert, 8-12
- 1926 : rue Herreweghe, Jette-Bruxelles (4 immeubles de tendance Art déco)
- 1930 : pavillon du Venezuela aux expositions universelles d'Anvers et Liège
- 1933 : rue Defacqz, 125-127
- rue Edith Cavell, 10
- 1934 : église Notre-Dame de l'Annonciation, place Georges Brugmann. Cet édifice religieux, voué au culte catholique et construit en brique, fut consacré par le cardinal Joseph-Ernest Van Roey archevêque de Malines, le 23 septembre 1934.
- 1936 : Avenue Marnix 19

## Divers
- 1904 : l'Institut Sainte-Ursule, avenue des Armures, à Forest[1]
- 1934: Un couvent de franciscains et leur église 'Notre-Dame des grâces', à Woluwe-Saint-Pierre (Bruxelles).
- 1937: Résidence du Parc, place d'Italie, à Liège

## Sources
Source (partielle) pour les immeubles éclectiques : Inventaire du patrimoine architectural de la Région de Bruxelles-Capitale